# SELECTION PROJECT
SELECTION PROJECT(셀렉션 프로젝트)는 KADOKAWA×동화공방에 의한 「아이돌×오디션×리얼리티」를 테마한 일본의 미디어 믹스 프로젝트.